# A Ferencvárosi TC európai szereplései
Ez a szócikk a Ferencvárosi TC férfi labdarúgócsapatának, az Európai Labdarúgó-szövetség (UEFA) által szervezett nemzetközi kupákban elért eredményeit sorolja fel. A feltüntetett eredmények mindig a Ferencváros szemszögéből értendőek. A dőlten írt mérkőzéseket a csapat pályaválasztóként játszotta.

## Bajnokok Ligája és Bajnokcsapatok Európa-kupája (BEK)

### Bajnokcsapatok Európa-kupája (BEK)
| Szezon  | Forduló      | Klub            | 1. mérk.                     | 2. mérk.                     | Össz.                        |
| ------- | ------------ | --------------- | ---------------------------- | ---------------------------- | ---------------------------- |
| 1963–64 | Selejtezőkör | Galatasaray     | 0–4                          | 2–0                          | 2–4                          |
| 1965–66 | Selejtezőkör | Keflavík IF     | 4–1                          | 9–1                          | 13–2                         |
| 1965–66 | 1. forduló   | Panathinaikósz  | 0–0                          | 3–1                          | 3–1                          |
| 1965–66 | Negyeddöntő  | Internazionale  | 0–4                          | 1–1                          | 1–5                          |
| 1968–69 | 1. forduló   | Levszki Szofija | Mindkét csapat visszalépett. | Mindkét csapat visszalépett. | Mindkét csapat visszalépett. |
| 1969–70 | 1. forduló   | CSZKA Szofija   | 1–2                          | 4–1                          | 5–3                          |
| 1969–70 | 2. forduló   | Leeds United    | 0–3                          | 0–3                          | 0–6                          |
| 1976–77 | 1. forduló   | Jeunesse Esch   | 5–1                          | 6–2                          | 11–3                         |
| 1976–77 | 2. forduló   | Dynamo Dresden  | 1–0                          | 0–4                          | 1–4                          |
| 1981–82 | 1. forduló   | Baník Ostrava   | 3–2                          | 0–3                          | 3–5                          |

### Bajnokok Ligája (BL)
| Szezon  | Forduló         | Klub              | 1. mérk. | 2. mérk.   | Össz.               |
| ------- | --------------- | ----------------- | -------- | ---------- | ------------------- |
| 1992–93 | 1. forduló      | Slovan Bratislava | 1–4      | 0–0        | 1–4                 |
| 1995–96 | Selejtezőkör    | Anderlecht        | 1–0      | 1–1        | 2–1                 |
| 1995–96 | Csoportkör      | Grasshopper       | 3–0      | 3–0        | 3–0                 |
| 1995–96 | Csoportkör      | Ajax              | 1–5      | 1–5        | 1–5                 |
| 1995–96 | Csoportkör      | Real Madrid       | 1–6      | 1–6        | 1–6                 |
| 1995–96 | Csoportkör      | Real Madrid       | 1–1      | 1–1        | 1–1                 |
| 1995–96 | Csoportkör      | Grasshopper       | 3–3      | 3–3        | 3–3                 |
| 1995–96 | Csoportkör      | Ajax              | 0–4      | 0–4        | 0–4                 |
| 1996–97 | Selejtezőkör    | IFK Göteborg      | 0–3      | 1–1        | 1–4                 |
| 2001–02 | 2. selejtezőkör | Hajduk Split      | 0–0      | 0–0        | 0–0(11-esekkel 5–4) |
| 2004–05 | 2. selejtezőkör | KF Tirana         | 3–2      | 0–1        | 3–3 (i)             |
| 2004–05 | 3. selejtezőkör | Sparta Praha      | 1–0      | 0–2 (h.u.) | 1–2                 |
| 2016–17 | 2. selejtezőkör | Partizani Tirana  | 1–1      | 1–1        | 2–2(11-esekkel 1–3) |
| 2019–20 | 1. selejtezőkör | Ludogorec Razgrad | 2–1      | 3–2        | 5–3                 |
| 2019–20 | 2. selejtezőkör | Valletta FC       | 3–1      | 1–1        | 4–2                 |
| 2019–20 | 3. selejtezőkör | Dinamo Zagreb     | 1–1      | 0–4        | 1–5                 |
| 2020–21 | 1. selejtezőkör | Djurgårdens IF    | 2–0      | nincs      |                     |
| 2020–21 | 2. selejtezőkör | Celtic FC         | 2–1      | nincs      |                     |
| 2020–21 | 3. selejtezőkör | Dinamo Zagreb     | 2–1      | nincs      |                     |
| 2020–21 | Play-off        | Molde FK          | 3–3      | 0–0        | 3–3 (i.g.)          |
| 2020–21 | Csoportkör      | FC Barcelona      | 1–5      | 1–5        | 1–5                 |
| 2020–21 | Csoportkör      | Dinamo Kijev      | 2–2      | 2–2        | 2–2                 |
| 2020–21 | Csoportkör      | Juventus          | 1–4      | 1–4        | 1–4                 |
| 2020–21 | Csoportkör      | Juventus          | 1–2      | 1–2        | 1–2                 |
| 2020–21 | Csoportkör      | Barcelona         | 0–3      | 0–3        | 0–3                 |
| 2020–21 | Csoportkör      | Dinamo Kijev      | 0–1      | 0–1        | 0–1                 |
| 2021–22 | 1. selejtezőkör | FC Prishtina      | 3–0      | 3–1        | 6–1                 |
| 2021–22 | 2. selejtezőkör | Žalgiris Vilnius  | 2–0      | 3–1        | 5–1                 |
| 2021–22 | 3. selejtezőkör | Slavia Praha      | 2–0      | 0–1        | 2–1                 |
| 2021–22 | Play-off        | Young Boys        | 2–3      | 2–3        | 4–6                 |
| 2022–23 | 1. selejtezőkör | Tobil Kosztanaj   | 0–0      | 5–1        | 5–1                 |
| 2022–23 | 2. selejtezőkör | Slovan Bratislava | 1–2      | 4–1        | 5–3                 |
| 2022–23 | 3. selejtezőkör | Qarabağ           | 1–1      | 1–3        | 2–4                 |
| 2023–24 | 1. selejtezőkör | KI                | 0–0      | 0-3        | 0–3                 |
| 2024–25 | 2. selejtezőkör | The New Saints FC | 5–0      | 2-1        | 7–1                 |
| 2024–25 | 3. selejtezőkör | Midtjylland       | 0–2      | 1-1        | 1–2                 |

1. 1 2 3  Az UEFA 2020. június 17-i döntése alapján a Covid19-pandémia miatt a rájátszást megelőző valamennyi fordulóban egy mérkőzés döntött a továbbjutásról, a pályaválasztóról sorsolás döntött.[1][2]

## Vásárvárosok kupája, UEFA-kupa és Európa-liga

### Vásárvárosok kupája (VVK)
| Szezon  | Forduló     | Klub                | 1. mérk.           | 2. mérk.           | Össz.              |
| ------- | ----------- | ------------------- | ------------------ | ------------------ | ------------------ |
| 1962–63 | 1. forduló  | Viktoria Köln       | 3–4                | 4–1                | 7–5                |
| 1962–63 | 2. forduló  | Sampdoria           | 0–1                | 6–0                | 6–1                |
| 1962–63 | Negyeddöntő | Petrolul Ploiești   | 2–0                | 0–1                | 2–1                |
| 1962–63 | Elődöntő    | Dinamo Zagreb       | 0–1                | 1–2                | 1–3                |
| 1964–65 | 1. forduló  | Spartak Brno        | 2–0                | 0–1                | 2–1                |
| 1964–65 | 2. forduló  | Wiener SC           | 0–1                | 2–1                | 2–2(Rájátszás 2–0) |
| 1964–65 | 3. forduló  | AS Roma             | 2–1                | 1–0                | 3–1                |
| 1964–65 | Negyeddöntő | Athletic Bilbao     | 1–0                | 1–2                | 2–2(Rájátszás 3–0) |
| 1964–65 | Elődöntő    | Manchester United   | 2–3                | 1–0                | 3–3(Rájátszás 2–1) |
| 1964–65 | Döntő       | Juventus            | 1–0 (VVK győztes!) | 1–0 (VVK győztes!) | 1–0 (VVK győztes!) |
| 1966–67 | 1. forduló  | Olimpija Ljubljana  | 3–3                | 3–0                | 6–3                |
| 1966–67 | 2. forduló  | Örgryte             | 0–0 *              | 7–1                | 7–1                |
| 1966–67 | 3. forduló  | Eintracht Frankfurt | 1–4                | 2–1                | 3–5                |
| 1967–68 | 1. forduló  | Argeș Pitești       | 1–3                | 4–0                | 5–3                |
| 1967–68 | 2. forduló  | Real Zaragoza       | 1–2                | 3–0                | 4–2                |
| 1967–68 | 3. forduló  | Liverpool FC        | 1–0                | 1–0                | 2–0                |
| 1967–68 | Negyeddöntő | Athletic Bilbao     | 2–1                | 2–1                | 4–2                |
| 1967–68 | Elődöntő    | Bologna FC 1909     | 3–2                | 2–2                | 5–4                |
| 1967–68 | Döntő       | Leeds United        | 0–1                | 0–0                | 0–1                |
| 1970–71 | 1. forduló  | Liverpool FC        | 0–1                | 1–1                | 1–2                |

- a Ferencváros 100. nemzetközi mérkőzése volt

### UEFA-kupa
| Szezon  | Forduló         | Klub                    | 1. mérk.     | 2. mérk.     | Össz.               |
| ------- | --------------- | ----------------------- | ------------ | ------------ | ------------------- |
| 1971–72 | 1. forduló      | Fenerbahçe              | 1–1          | 3–1          | 4–2                 |
| 1971–72 | 2. forduló      | Panióniosz              | játék nélkül | játék nélkül | játék nélkül        |
| 1971–72 | 3. forduló      | Eintracht Braunschweig  | 1–1          | 5–2          | 6–3                 |
| 1971–72 | Negyeddöntő     | Željezničar Sarajevo    | 1–2          | 2–1          | 3–3(11-esekkel 5–4) |
| 1971–72 | Elődöntő        | Wolverhampton Wanderers | 2–2          | 1–2          | 3–4                 |
| 1973–74 | 1. forduló      | Gwardia Warszawa        | 0–1          | 1–2          | 1–3                 |
| 1977–78 | 1. forduló      | Marek Dupnica           | 0–3          | 2–0          | 2–3                 |
| 1979–80 | 1. forduló      | Lokomotiv Szofija       | 0–3          | 2–0          | 2–3                 |
| 1982–83 | 1. forduló      | Athletic Bilbao         | 2–1          | 1–1          | 3–2                 |
| 1982–83 | 2. forduló      | FC Zürich               | 1–1          | 0–1          | 1–2                 |
| 1983–84 | 1. forduló      | PSV Eindhoven           | 2–4          | 0–2          | 2–6                 |
| 1990–91 | 1. forduló      | Royal Antwerp           | 0–0          | 3–1 (h.u.)   | 3–1                 |
| 1990–91 | 2. forduló      | Brøndby IF              | 0–3          | 0–1          | 0–4                 |
| 1996–97 | 1. forduló      | Olimbiakósz             | 3–1          | 2–2          | 5–3                 |
| 1996–97 | 2. forduló      | Newcastle United        | 3–2          | 0–4          | 3–6                 |
| 1997–98 | 1. selejtezőkör | Bohemians               | 1–0          | 5–0          | 6–0                 |
| 1997–98 | 2. selejtezőkör | Helsingborgs IF         | 1–0          | 0–1          | 1–1(11-esekkel 4–3) |
| 1997–98 | 1. forduló      | ÓFI                     | 0–3          | 2–1          | 2–4                 |
| 1998–99 | 1. selejtezőkör | CE Principat            | 6–0          | 8–1          | 14–1                |
| 1998–99 | 2. selejtezőkör | AÉK Athén               | 4–2          | 0–4          | 4–6                 |
| 1999–00 | Selejtezőkör    | Constructorul Chișinău  | 3–1          | 1–1          | 4–2                 |
| 1999–00 | 1. forduló      | FK Teplice              | 1–3          | 1–1          | 2–4                 |
| 2002–03 | Selejtezőkör    | AÉL                     | 4–0          | 1–2          | 5–2                 |
| 2002–03 | 1. forduló      | Kocaelispor             | 4–0          | 1–0          | 5–0                 |
| 2002–03 | 2. forduló      | VfB Stuttgart           | 0–0          | 0–2          | 0–2                 |
| 2003–04 | Selejtezőkör    | Birkirkara              | 5–0          | 1–0          | 6–0                 |
| 2003–04 | 1. forduló      | FC København            | 1–1          | 1–1          | 2–2(11-esekkel 2–3) |
| 2004–05 | 1. forduló      | Millwall FC             | 1–1          | 3–1          | 4–2                 |
| 2004–05 | Csoportkör      | Feyenoord               | 1–1          | 1–1          | 1–1                 |
| 2004–05 | Csoportkör      | Schalke 04              | 0–2          | 0–2          | 0–2                 |
| 2004–05 | Csoportkör      | FC Basel                | 1–2          | 1–2          | 1–2                 |
| 2004–05 | Csoportkör      | Hearts                  | 1–0          | 1–0          | 1–0                 |
| 2005–06 | 1. selejtezőkör | MTZ-RIPA                | 0–2          | 2–1          | 2–3                 |

### Európa-liga
| Szezon  | Forduló                | Ellenfél             | 1. mérk. | 2. mérk.   | Össz.      |
| ------- | ---------------------- | -------------------- | -------- | ---------- | ---------- |
| 2011–12 | 1. selejtezőkör        | Ulisz                | 3–0      | 2–0        | 5–0        |
| 2011–12 | 2. selejtezőkör        | Aalesunds FK         | 2–1      | 1–3 (h.u.) | 3–4        |
| 2014–15 | 1. selejtezőkör        | Sliema Wanderers     | 1–1      | 2–1        | 3–2        |
| 2014–15 | 2. selejtezőkör        | Rijeka               | 0–1      | 1–2        | 1–3        |
| 2015–16 | 1. selejtezőkör        | Go Ahead Eagles      | 1–1      | 4–1        | 5–2        |
| 2015–16 | 2. selejtezőkör        | Željezničar Sarajevo | 0–1      | 0–2        | 0–3        |
| 2017–18 | 1. selejtezőkör        | FK Jelgava           | 2–0      | 1–0        | 3–0        |
| 2017–18 | 2. selejtezőkör        | FC Midtjylland       | 2–4      | 1–3        | 3–7        |
| 2018–19 | 1. selejtezőkör        | Maccabi Tel-Aviv     | 1–1      | 0–1        | 1–2        |
| 2019–20 | Rájátszás              | FK Sūduva            | 0-0      | 4-2        | 4-2        |
| 2019–20 | Csoportkör             | Espanyol             | 1–1      | 1–1        | 1–1        |
| 2019–20 | Csoportkör             | Ludogorec Razgrad    | 0–3      | 0–3        | 0–3        |
| 2019–20 | Csoportkör             | CSZKA Moszkva        | 1–0      | 1–0        | 1–0        |
| 2019–20 | Csoportkör             | CSZKA Moszkva        | 0–0      | 0–0        | 0–0        |
| 2019–20 | Csoportkör             | Espanyol             | 2–2      | 2–2        | 2–2        |
| 2019–20 | Csoportkör             | Ludogorec Razgrad    | 1–1      | 1–1        | 1–1        |
| 2021–22 | Csoportkör             | Bayer Leverkusen     | 1–2      | 1–2        | 1–2        |
| 2021–22 | Csoportkör             | Real Betis           | 1–3      | 1–3        | 1–3        |
| 2021–22 | Csoportkör             | Celtic FC            | 0–2      | 0–2        | 0–2        |
| 2021–22 | Csoportkör             | Celtic FC            | 2–3      | 2–3        | 2–3        |
| 2021–22 | Csoportkör             | Real Betis           | 0–2      | 0–2        | 0–2        |
| 2021–22 | Csoportkör             | Bayer Leverkusen     | 1–0      | 1–0        | 1–0        |
| 2022–23 | Rájátszás              | Shamrock Rovers      | 4–0      | 0–1        | 4–1        |
| 2022–23 | Csoportkör             | Trabzonspor          | 3–2      | 3–2        | 3–2        |
| 2022–23 | Csoportkör             | Monaco               | 1–0      | 1–0        | 1–0        |
| 2022–23 | Csoportkör             | Crvena zvezda        | 1–4      | 1–4        | 1–4        |
| 2022–23 | Csoportkör             | Crvena zvezda        | 2–1      | 2–1        | 2–1        |
| 2022–23 | Csoportkör             | Monaco               | 1–1      | 1–1        | 1–1        |
| 2022–23 | Csoportkör             | Trabzonspor          | 0–1      | 0–1        | 0–1        |
| 2022–23 | Nyolcaddöntő           | Bayer Leverkusen     | 0–2      | 0–2        | 0–4        |
| 2024–25 | Rájátszás              | Borac Banja Luka     | 0-0      | 1-1        | 3-2 (b.u.) |
| 2024–25 | Főtábla                | RSC Anderlecht       | 1–2      | 1–2        | 1–2        |
| 2024–25 | Főtábla                | Tottenham            | 1-2      | 1-2        | 1-2        |
| 2024–25 | Főtábla                | Nice                 | 1-0      | 1-0        | 1-0        |
| 2024–25 | Főtábla                | Dinamo Kijev         | 4-0      | 4-0        | 4-0        |
| 2024–25 | Főtábla                | Malmö                | 4-1      | 4-1        | 4-1        |
| 2024–25 | Főtábla                | PAOK                 | 0-5      | 0-5        | 0-5        |
| 2024–25 | Főtábla                | Eintracht Frankfurt  | 0-2      | 0-2        | 0-2        |
| 2024–25 | Főtábla                | AZ Alkmaar           | 4-3      | 4-3        | 4-3        |
| 2024–25 | Nyolcaddöntő rájátszás | Viktoria Plzeň       | 1-0      | 0-3        | 1-3        |

#### UEFA Európa Konferencia Liga
| Szezon  | Forduló               | Ellenfél        | 1.mérkőzés | 2.mérkőzés | össz.  |
| ------- | --------------------- | --------------- | ---------- | ---------- | ------ |
| 2023–24 | 2.Selejtezőkör        | Shamrock Rovers | 4–0        | 2–0        | 6–0    |
| 2023–24 | 3.Selejtezőkör        | Ħamrun Spartans | 6–1        | 2–1        | 8–2    |
| 2023–24 | Rájátszás             | Žalgiris        | 4–0        | 3–0        | 7–0    |
| 2023–24 | Csoportkör            | Fiorentina      | 2–2        | 1–1        | 2.hely |
| 2023–24 | Csoportkör            | Genk            | 0–0        | 1–1        | 2.hely |
| 2023–24 | Csoportkör            | Čukarički       | 3–1        | 2–1        | 2.hely |
| 2023–24 | Legjobb 16 közé jutás | Olympiacos      | 0–1        | 0–1        | 0–2    |

## Kupagyőztesek Európa-kupája (KEK)
| Szezon  | Forduló      | Klub             | 1. mérk. | 2. mérk. | Össz.               |
| ------- | ------------ | ---------------- | -------- | -------- | ------------------- |
| 1960–61 | Selejtezőkör | Rangers          | 2–4      | 2–1      | 4–5                 |
| 1972–73 | 1. forduló   | Floriana FC      | 0–1      | 6–0      | 6–1                 |
| 1972–73 | 2. forduló   | Sparta Praha     | 2–0      | 1–4      | 3–4                 |
| 1974–75 | 1. forduló   | Cardiff City     | 2–0      | 4–1      | 6–1                 |
| 1974–75 | 2. forduló   | Liverpool FC     | 1–1      | 0–0      | 1–1 (i)             |
| 1974–75 | Negyeddöntő  | Malmö FF         | 3–1      | 1–1      | 4–2                 |
| 1974–75 | Elődöntő     | Crvena Zvezda    | 2–1      | 2–2      | 4–3                 |
| 1974–75 | Döntő        | Gyinamo Kijev    | 0–3      | 0–3      | 0–3                 |
| 1978–79 | 1. forduló   | Kalmar FF        | 2–0      | 2–2      | 4–2                 |
| 1978–79 | 2. forduló   | 1. FC Magdeburg  | 0–1      | 2–1      | 2–2 (i)             |
| 1989–90 | 1. forduló   | Haka             | 5–1      | 1–1      | 6–2                 |
| 1989–90 | 2. forduló   | Admira Wacker    | 0–1      | 0–1      | 0–2                 |
| 1991–92 | 1. forduló   | Levszki Szófia   | 3–2      | 4–1      | 7–3                 |
| 1991–92 | 2. forduló   | Werder Bremen    | 2–3      | 0–1      | 2–4                 |
| 1993–94 | 1. forduló   | Wacker Innsbruck | 0–3      | 1–2      | 1–5                 |
| 1994–95 | Selejtezőkör | F91 Dudelange    | 6–1      | 6–1      | 12–2                |
| 1994–95 | 1. forduló   | CSZKA Moszkva    | 1–2      | 2–1      | 3–3(11-esekkel 7–6) |
| 1994–95 | 2. forduló   | FC Porto         | 0–6      | 2–0      | 2–6                 |

## Intertotó-kupa
| Szezon | Forduló    | Klub               | Hazai | Vendég |
| ------ | ---------- | ------------------ | ----- | ------ |
| 1984   | Csoportkör | FC Zürich          | 3–0   | 0–1    |
| 1984   | Csoportkör | Spartak Trnava     | 3–1   | 1–1    |
| 1984   | Csoportkör | Austria Klagenfurt | 0–0   | 2–3    |
| 1986   | Csoportkör | Slavia Praha       | 0–1   | 0–2    |
| 1986   | Csoportkör | Sturm Graz         | 0–1   | 5–1    |
| 1986   | Csoportkör | FC Luzern          | 2–4   | 2–3    |